# روزاموند الغبيدية

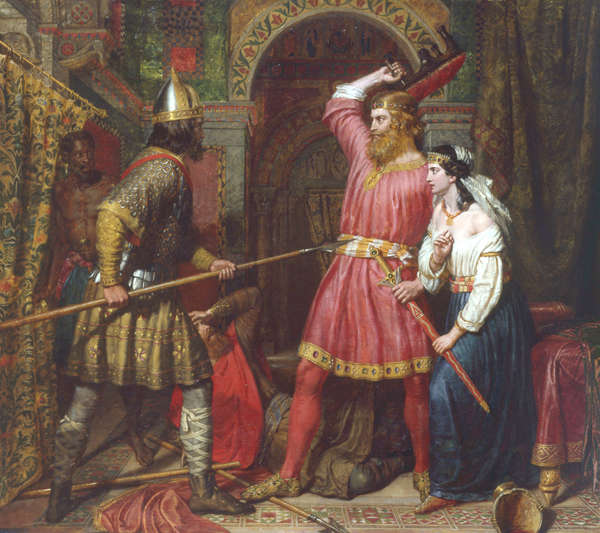
اغتيال ألبوين ملك اللومبارد بريشة كارل لاندسير (1856)

روزاموند (عرفت عام 572) وكانت ابنة كونيموند ملك الغبيديين وزوجة ألبوين ملك اللومبارد والذي تزوجته بعد أن هزم والدها. تآمرت على حياة زوجها وتسببت في اغتياله.